# Тоток

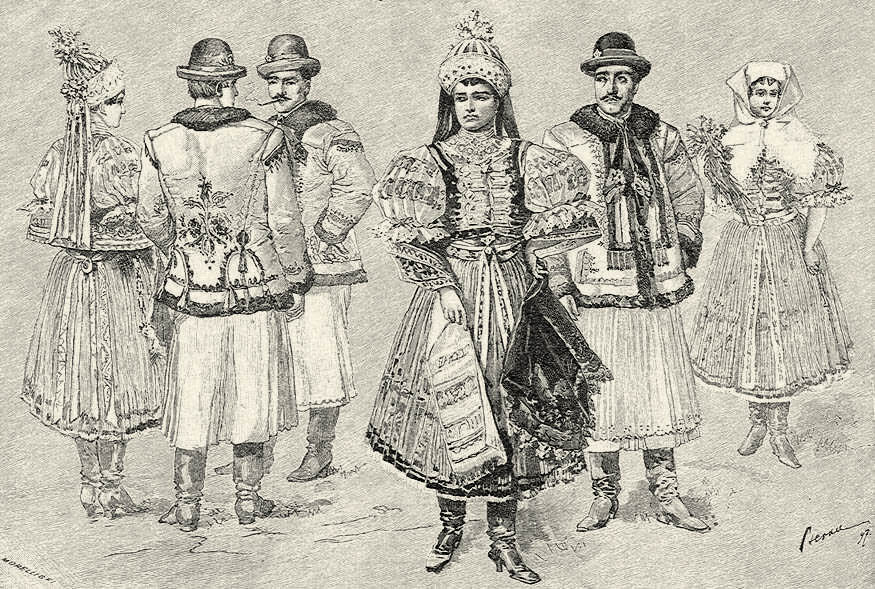
Одежда тотов Нагорья (Felvidék) в конце XIX в.

Тоты (венг. ед. ч. Tót/Tóth/Thót, мн. ч. Tótok/Tóthok/Thótok) — прозвище, которым до XX века венгры называли жителей Словакии, Славонии, Хорватии, Далмации и Иллирии: словаков, словенцев и славонцев (северных хорватов).

## Этимология
Возможно, что это прозвище происходит от германского этнонима «thuat», которым, по аналогии с teutonae/deutsch/dutch, себя могли называть гепиды, жившие на Паннонской равнине в IV—V вв. н. э. и слившиеся со славянами во времена Аварского каганата (VI—IX вв.). В то же время, допускается и вариант происхождения данного прозвища от этого же слова «*teut», означающего «племя, народ», но через остатки кельтского населения в Подунавье (по О. Н. Трубачеву) или от балтов в Причерноморье (по А. Золтану).
В. Томашек и В. Ф. Минорский считали, что это прозвище происходит от тюркского слова «тат» (tat). Авторы издательства Koninklijke Brill в работе «Энциклопедия ислама» также связывают происхождение венгерского слова «Tót» (словак) с тюркским словом «*Tat» (чужак). По мнению С. В. Назина, первоначальной тюркской формой этого слова было «*tât», которое означало «покоренный оседлый нетюркский народ».
П. А. Плетнев считал, что прозвище словаков — «тоты», упомянутое в работе Людовика Цриевича, происходит от имени готов.
Ю. И. Венелин считал, что венгры прозвали словаков тотами, потому что те часто использовали в речи указательное «ten-to», «ta-to», «to-to» (сей, сия, сие).
Венгерская народная этимология выводит значение прозвища из немецкого «der Tod» — «смерть» (то есть череп), что якобы относится к телосложению этих славянских народов: большой лоб, крепкая скуловая кость, глубоко посаженные глаза.

## Использование

### Средневековье
Впервые употребление этнонима «тот» в топонимии и прозвищах отмечено в эпоху Высокого Средневековья:
| - 1121: Tout; - 1138/1329: Totti; - 1158: Likytowt; - 1202: Totu; - 1219: Tot; | - 1232: Tovth; - 1240: Thoutmezeu; - 1256: Toti; - 1263: Thothpátaka; - 1272/1290: Totthelek/Thothelek; | - 1278: Thoutteluk; - 1279: Touth; - 1284: Thothy; - 1291: Thoti; - 1291/1294: Toty; | - 1291: Touthlak; - 1294: Touthfolu; - 1297: Thoutfalu; - 1297: Tothfolu; - 1299: Toud; | - 1320: Tót-Buziás; - 1399/1411: Thathyley, Thouthyleys; - 1402: Tahtyeley; - 1404: Tótlovász; - 1430: Tótfalu. |

### Новейшее время
С 1919 года почти повсеместно заменено на «словакок» (венг. Szlovákok), «словенек» (венг. Szlovének) и «хорваток» (венг. Horvátok), а для обозначения всех славян вообще стало использоваться слово «слав» (венг. Szláv). Тем не менее, некоторые общины словацкого меньшинства в Венгрии, как например в медье Бекеш, продолжают называть себя тотами.

## Тоты в топонимии
| - Тахитотфалу; - Тоткомлош; - Тотсентдьёрдь; - Тотсентмартон; - Тоцзердахей; - Тотуйфалу; - Тотвазсони; - Лендьелтоти; - Капталантоти. | - Тотфалуд; - Тотварад; - Фекететот; - Банффитотфалу; - Колозстотфалу. | - Тотшаг/Тотфёльд/Тотвидек — венгерское наименование Словенско-Венгерского пограничья. | - Thotország/Tootország/Tothorszag/Tótország — венгерское наименование Славонии. |

## Примеры употребления
Пословицы:
- «Kasa nem etel, Tót nem ember» — «Каша не еда, тот не человек»[19];
- «Fele német, fele tót» — «Наполовину немец, наполовину тот» (о глупом человеке)[20]